# Implante de pene
Un implante de pene es un dispositivo destinado al tratamiento de la disfunción eréctil, la enfermedad de Peyronie, el priapismo isquémico, la deformidad y la lesión traumática del pene, y para la faloplastia en hombres o la faloplastia y la metoidioplastia en la cirugía de reasignación de género de mujer a hombre. Aunque existen muchos tipos distintos de implantes, la mayoría se clasifican en una de dos categorías: maleables e inflables.

## Historia
La primera reconstrucción protésica moderna de un pene se atribuye a NA Borgus, un médico alemán que realizó los primeros intentos quirúrgicos en 1936 en soldados con amputaciones traumáticas del pene. Utilizó los cartílagos de las costillas como material protésico y reconstruyó los genitales tanto para la micción como para las relaciones sexuales. Willard E. Goodwin y William Wallace Scott fueron los primeros en describir la colocación de implantes de pene sintéticos utilizando prótesis acrílicas en 1952. Harvey Lash desarrolló los implantes de pene a base de silicona y la primera serie de casos se publicó en 1964. El desarrollo de una silicona de alto grado que se usa actualmente en implantes de pene se acredita a la NASA.
Los prototipos de los implantes de pene inflables y maleables contemporáneos fueron presentados en 1973 durante la reunión anual de la Asociación Americana de Urología por dos grupos de médicos de la Universidad de Baylor (Gerald Timm, William E. Bradley y F. Brantley Scott) y la Universidad de Miami ( Michael P. Small y Hernan M. Carrion). Small and Carrion fueron pioneros en popularizar los implantes de pene semirrígidos con la introducción de la prótesis Small-Carrion (Mentor, USA) En 1975. Brantley Scott describió el dispositivo inicial como compuesto por dos cuerpos cilíndricos inflables hechos de silicona, un depósito que contiene fluido radio-opaco y dos unidades de bombeo. Los productos de primera generación se comercializaron a través de American Medical Systems (AMS; actualmente Boston Scientific), con el que Brantley Scott estaba asociado.
AMS ha lanzado muchas actualizaciones desde los implantes de primera generación. En 1983, Mentor (actualmente Coloplast) se unió al mercado. En 2017, había más de diez fabricantes de implantes de pene en el mundo, sin embargo, solo unos pocos permanecen en el mercado. Los implantes quirúrgicos Zephyr, junto con los implantes de pene biológicos, introdujeron la primera línea de implantes de pene inflables y maleables diseñados para la reasignación de sexo para hombres trans. En los últimos años, Rigicon Innovative Urological Solutions, una compañía basada en los Estados Unidos, ha realizado avances significativos en el campo de los implantes de pene. En 2017, lanzaron el 'Rigi10', un implante maleable que amplió las opciones del mercado. Siguiendo esto, en 2019, introdujeron tanto la serie 'Infla10', que incluye los modelos Infla10 AX, Infla10 X e Infla10, como el 'Rigi10 Hydrophilic'. Estos modelos maleables inflables y revestidos de hidrofílico respectivamente fueron adiciones importantes a la gama de tecnologías de implantes de pene disponibles. Estos avances han contribuido a la diversidad y progreso en el desarrollo de implantes de pene, ofreciendo a los pacientes soluciones de tratamiento más variadas y personalizadas.
Aproximadamente el 3% de los pacientes diagnosticados con disfunción eréctil y el 5% de los pacientes con disfunción eréctil refractaria al tratamiento médico optan por la implantación del pene. Cada año, cerca de 25,000 prótesis inflables de pene se implantan en los Estados Unidos.
La lista muestra los implantes de pene disponibles en el mercado en 2020.
| Producto                                        | Compañía                                                   | País de origen | Tipo de implante | Presentado en |
| ----------------------------------------------- | ---------------------------------------------------------- | -------------- | ---------------- | ------------- |
| AMS Spectra                                     | Boston Scientific (anteriormente American Medical Systems) | USA            | Maleable         | 2009          |
| Genesis                                         | Coloplast                                                  | USA            | Maleable         | 2004          |
| ZSI 100, ZSI 100 FtM and ZSI 100 D4             | Zephyr Surgical Implants                                   | Suiza          | Maleable         | 2012          |
| Tube                                            | Promedon                                                   | Argentina      | Maleable         | 2007          |
| AMS Ambicor                                     | Boston Scientific (anteriormente American Medical Systems) | USA            | Inflable         | 1994          |
| AMS 700 series (LGX, CX, CXR)                   | Boston Scientific (anteriormente American Medical Systems) | USA            | Inflable         | 1983          |
| Titan                                           | Coloplast                                                  | USA            | Inflable         | 2002          |
| ZSI 475 and ZSI 475 FtM                         | Zephyr Surgical Implants                                   | Suiza          | Inflable         | 2012          |
| Infla10 series (Infla10 AX, Infla10 X, Infla10) | Rigicon Innovative Urological Solutions                    | USA            | Inflable         | 2019          |
| Rigi10                                          | Rigicon Innovative Urological Solutions                    | USA            | Maleable         | 2017          |
| Rigi10 Hydrophilic                              | Rigicon Innovative Urological Solutions                    | USA            | Maleable         | 2019          |

## Tipos

### Implante de pene maleable

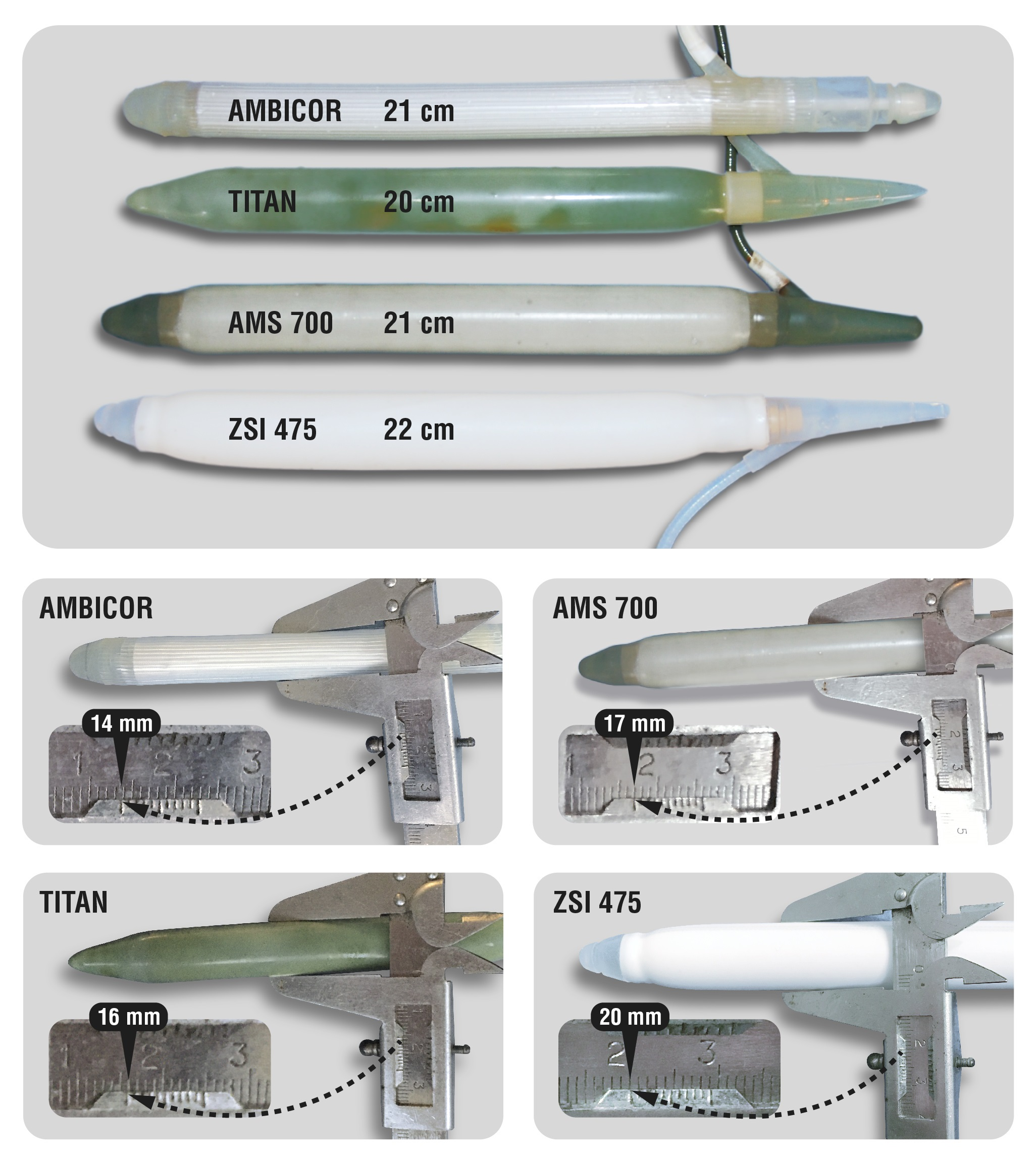
Comparación de implantes de pene (diámetro y longitud del cilindro inflado)

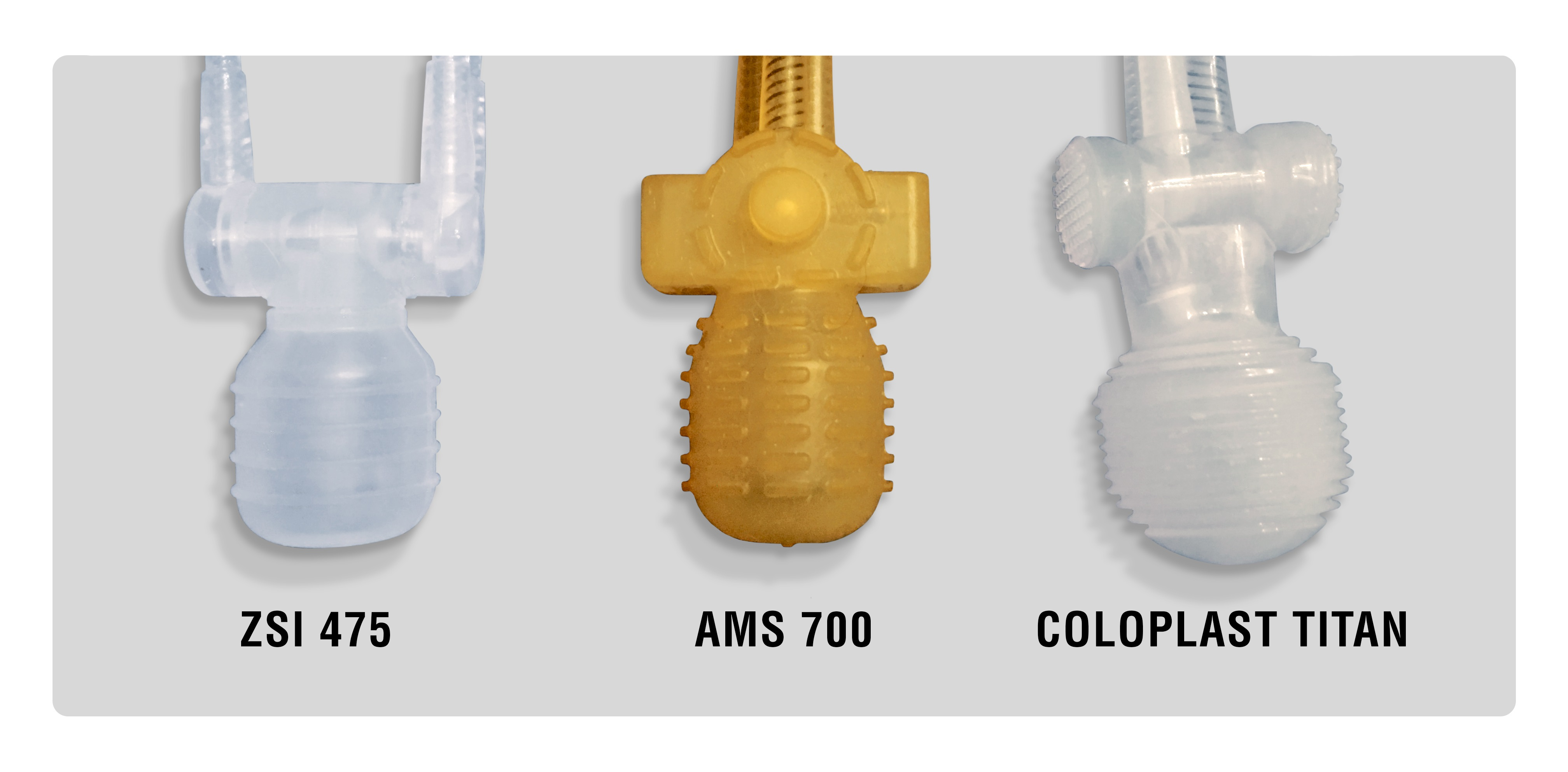
Comparación de diseño de bomba de implante de pene

La prótesis de pene maleable (también conocida como no inflable o semirrígida) está compuesta por un par de varillas implantadas en los cuerpos del pene. Las varillas son duras, pero maleables, en el sentido de que pueden ajustarse manualmente en la posición erecta. Hay dos tipos de implantes maleables: uno que está hecho de silicona y no tiene una varilla en el interior, también llamado implante blando, y otro con un núcleo de alambre espiral de plata o acero recubierto con silicona en el interior. Algunos de los modelos tienen colas recortables destinadas al ajuste de longitud. Actualmente, hay variedad de implantes de pene maleables disponibles en todo el mundo.

### Implante de pene inflable
El implante de pene inflable (IPP), desarrollado más recientemente, es un conjunto de cilindros inflables y un sistema de bomba. Según las diferencias en la estructura, existen dos tipos de implantes de pene inflables: de dos y tres piezas. Ambos tipos de dispositivos inflables se llenan con solución salina estéril que se bombea a los cilindros durante el proceso. Los cilindros se implantan en el cuerpo cavernoso del pene. El sistema de bombeo se une a los cilindros y se coloca en el escroto. Los implantes de tres piezas tienen un depósito grande separado conectado a la bomba. El reservorio se coloca comúnmente en el espacio retropúbico (espacio de Retzius), sin embargo, también se han descrito otras ubicaciones, por ejemplo, entre el músculo transverso y el músculo recto. Los implantes de tres piezas proporcionan una rigidez y circunferencia del pene más deseables que se asemejan a la erección natural. Además, debido a la presencia de un gran depósito, los implantes de tres piezas proporcionan una flacidez total del pene cuando se desinflan, lo que brinda más comodidad que los implantes inflables y maleables de dos piezas.
La solución salina se bombea manualmente desde el depósito a las cámaras bilaterales de cilindros implantados en el eje del pene, que reemplaza el tejido eréctil que no funciona o funciona de manera mínima. Esto produce una erección. Sin embargo, el glande del pene no se ve afectado. Noventa a noventa y cinco por ciento de las prótesis inflables producen erecciones adecuadas para las relaciones sexuales. En los Estados Unidos, la prótesis inflable ha reemplazado en gran medida a la maleable, debido a su menor índice de infecciones, alta tasa de supervivencia del dispositivo y 80-90% de índice de satisfacción.
El primer prototipo de IPP presentado en 1975 por Scott y sus colegas fue una prótesis de tres piezas (dos cilindros, dos bombas y un depósito de líquido). Desde entonces, el IPP ha sufrido múltiples modificaciones y mejoras para la confiabilidad y durabilidad del dispositivo, incluido el cambio en el material químico utilizado en la fabricación de implantes, el uso de recubrimientos hidrófilos y eluyentes con antibióticos para reducir las tasas de infecciones, la introducción de la liberación con un solo toque, etc. Las técnicas quirúrgicas utilizadas para la implantación de prótesis de pene también han mejorado junto con la evolución del dispositivo. Los implantes de pene inflables fueron una de las primeras intervenciones en urología donde se introdujo la técnica quirúrgica "sin contacto". Esto ha reducido significativamente las tasas de infecciones postoperatorias.

## Uso médico

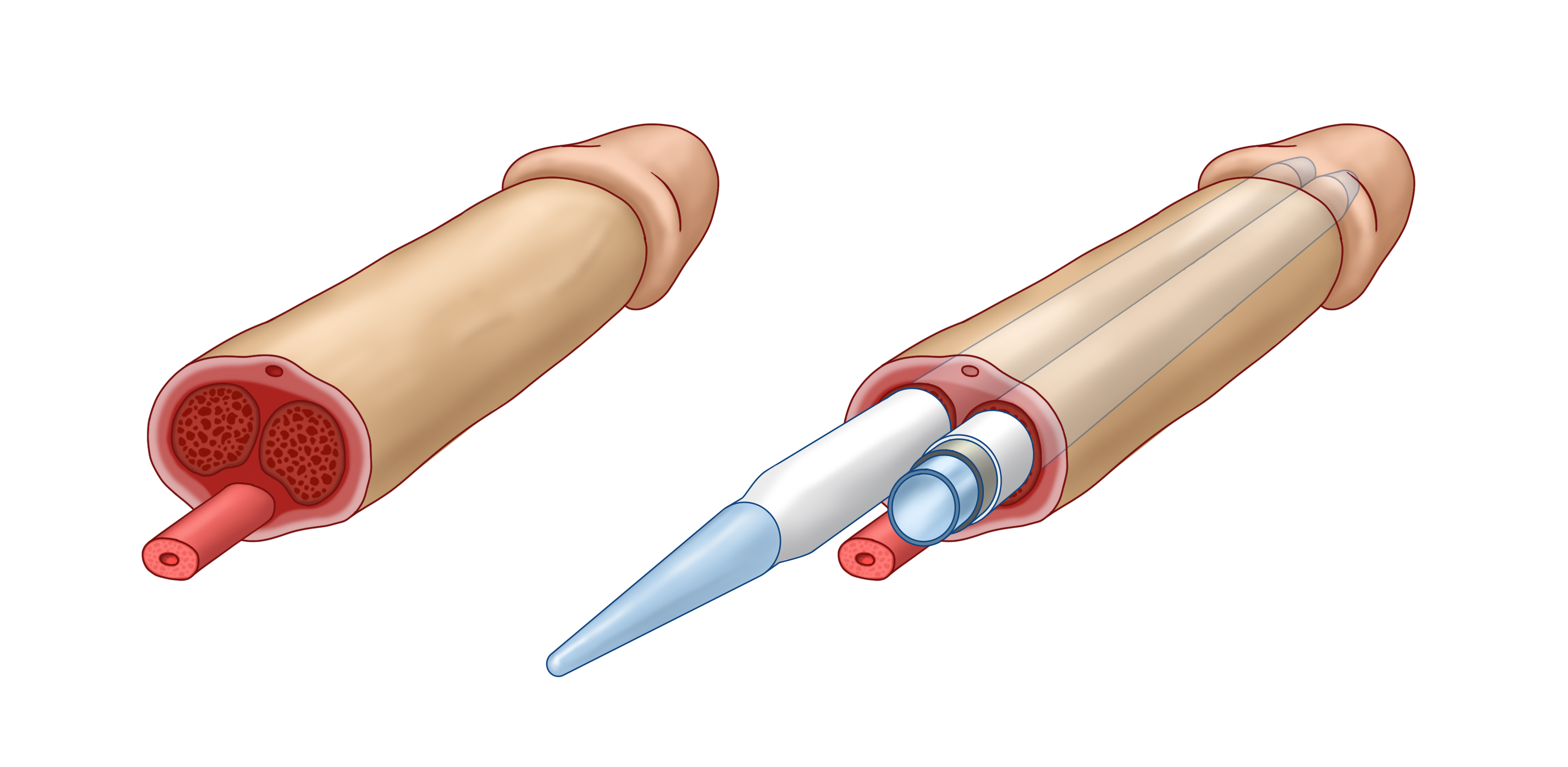
Diagrama de un implante de pene inflable insertado en el cuerpo cavernoso del pene.

Erección con un implante de pene

### Disfunción eréctil
A pesar del rápido y extenso desarrollo de opciones de tratamiento no quirúrgico para la disfunción eréctil, especialmente medicamentos novedosos dirigidos y terapia génica, los implantes de pene siguen siendo el pilar y la opción estándar de oro para el tratamiento de la disfunción eréctil refractaria a medicamentos orales y terapia inyectable. Además, los implantes de pene pueden ser una opción relevante para las personas con disfunción eréctil que desean proceder con una solución permanente sin tratamiento médico. Los implantes de pene se han utilizado para el tratamiento de la disfunción eréctil con diversas etiologías, que incluyen vascular, cavernosa, neurogénica, psicológica y posquirúrgica (por ejemplo, prostatectomía). La Asociación Americana de Urología recomienda informar a todos los hombres con disfunción eréctil sobre los implantes de pene como una opción de tratamiento y discutir los posibles resultados con ellos.

### Deformidad del pene
Los implantes de pene pueden ayudar a recuperar la forma natural del pene en diversas condiciones que han llevado a la deformidad del pene. Estas pueden ser lesiones traumáticas, cirugías de pene, enfermedades desfigurantes y fibrosante del pene, como la enfermedad de Peyronie. En la enfermedad de Peyronie, el cambio en la curvatura del pene afecta las relaciones sexuales normales y causa disfunción eréctil debido a la interrupción del flujo sanguíneo en los cuerpos cavernosos del pene. Por lo tanto, la implantación de prótesis de pene en la enfermedad de Peyronie aborda varios mecanismos involucrados en la fisiopatología de la enfermedad.

### Reasignación de sexo femenino a masculino
Aunque se ha informado de diferentes modelos de prótesis de pene implantados después de procedimientos de faloplastia, con el primer caso descrito en 1978 por Pucket y Montie, los primeros implantes de pene diseñados y producidos específicamente para la reasignación de género de mujer a hombre se introdujeron en 2015 con los modelos de Zephyr (modelo maleable e inflable). Estos implantes tienen un glande ergonómico en la punta de la prótesis. El modelo inflable tiene una bomba conectada que se asemeja a un testículo. La prótesis se implanta con una fijación sólida en el hueso púbico. Otro implante maleable más delgado está destinado a la metoidioplastia.

## Resultados

### Satisfacción
La tasa de satisfacción general con los implantes de pene alcanza más del 90%. Se evalúan las tasas de satisfacción informadas por el paciente y por su pareja para evaluar los resultados. Se ha demostrado que la implantación de prótesis de pene inflables brinda más satisfacción al paciente y a la pareja que la terapia con medicamentos con inhibidores de PDE5 o inyecciones intracavernosas. Se informa que las tasas de satisfacción son más altas con los implantes inflables que con los maleables, pero no hay diferencia entre los dispositivos de 2 y 3 piezas. Las razones más frecuentes de insatisfacción son la reducción de la longitud y la circunferencia del pene, las expectativas fallidas y las dificultades con el uso del dispositivo. Por lo tanto, es vital proporcionar a los pacientes y sus parejas asesoramiento e instrucciones preoperatorios detallados.

### Corrección de la curvatura
Del 33% al 90% de los casos de pacientes con enfermedad de Peyronie que han tenido un procedimiento de IP inflable han corregido con éxito su deformidad del pene. La curvatura residual después de la colocación del implante de pene generalmente requiere intervención quirúrgica intraoperatoria.

## Complicaciones
La complicación más común asociada con la colocación de implantes de pene parece ser la infección, con tasas reportadas de 1-3%. Se informan infecciones del sitio quirúrgico y del dispositivo. Cuando la infección involucra el propio implante de pene, se requiere la extracción del implante y el riego de las cavidades con soluciones antisépticas. En este escenario, se necesita la colocación de un nuevo implante para evitar más fibrosis tisular y el acortamiento del pene. La tasa de repetición de cirugías o reemplazos de dispositivos varía del 6% al 13%. Otras complicaciones informadas incluyen la perforación del cuerpo cavernoso y la uretra (0.1-3%), que ocurre comúnmente en pacientes con fibrosis previa, erosión o extrusión de prótesis, cambio en la forma del glande, hematoma, acortamiento de la longitud del pene y mal funcionamiento del dispositivo. Debido a la mejora continua de las técnicas quirúrgicas y las modificaciones de los implantes, las tasas de complicaciones han disminuido drásticamente con el tiempo.
Para superar el acortamiento postoperatorio y aumentar la longitud percibida del pene, y la satisfacción del paciente, se han descrito procedimientos de faloplastia ventral y dorsal en combinación con implantes de pene.
La glanulopexia modificada se ha propuesto para prevenir la deformidad del transportador supersónico y la hipermovilidad glandular, que son posibles complicaciones de los implantes de pene.
Se han desarrollado técnicas de deslizamiento en las que se corta y alarga el pene con implantes en casos de acortamiento grave del pene. Sin embargo, estas técnicas tuvieron mayores tasas de complicaciones y actualmente se evitan.